# Ziyang
Ziyang is een stadsprefectuur in het oosten van de zuidwestelijke provincie Sichuan, Volksrepubliek China.